# فرانكلين (جورجيا)
فرانكلين (بالإنجليزية: Franklin, Georgia)‏ هي مدينة تقع في مقاطعة هيرد، جورجيا بولاية جورجيا في الولايات المتحدة. تبلغ مساحة هذه المدينة 8.8 (كم²)، وترتفع عن سطح البحر 202 م، بلغ عدد سكانها 902 نسمة في عام 2010 حسب إحصاء مكتب تعداد الولايات المتحدة.

## معرض صور

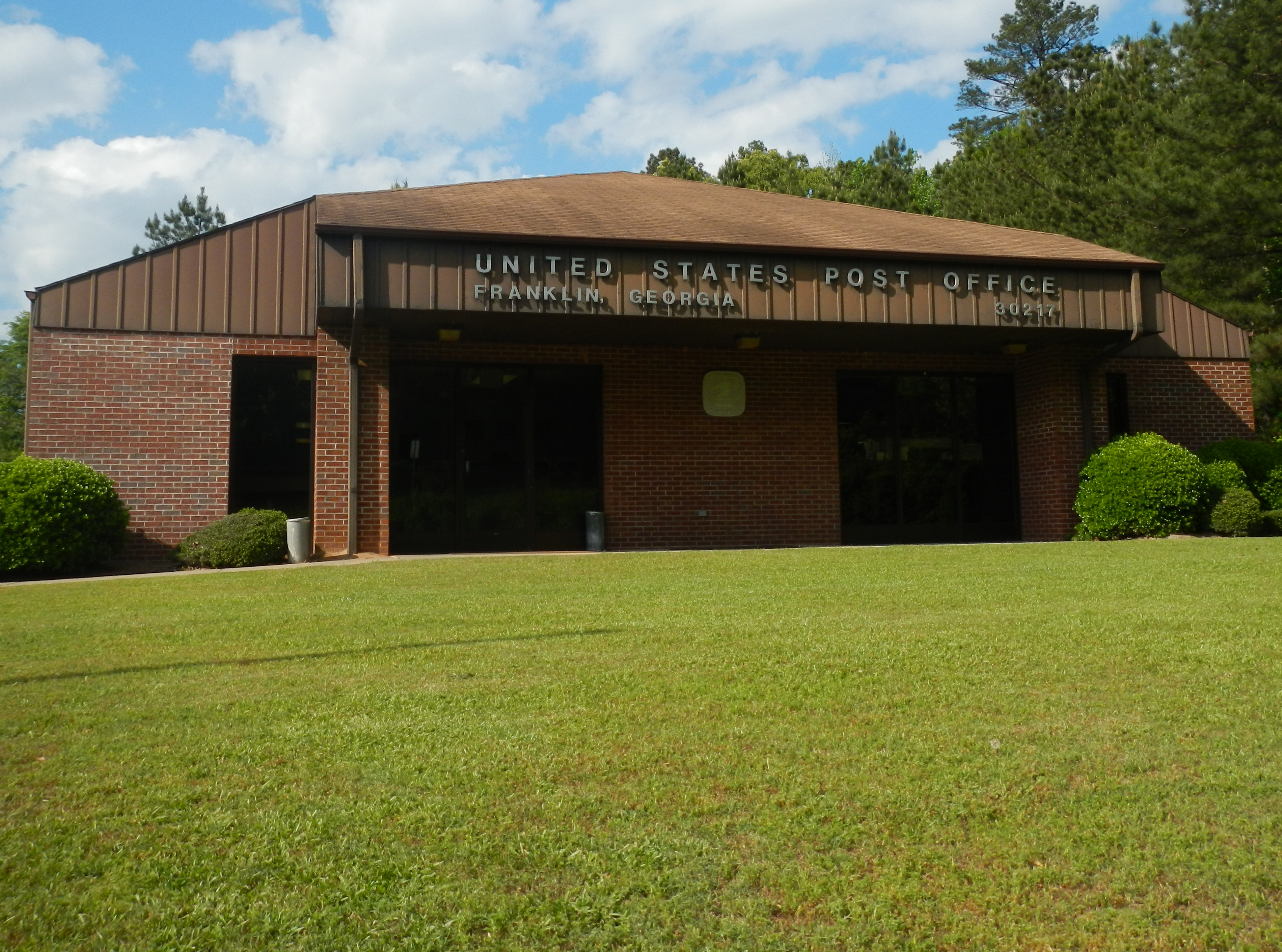
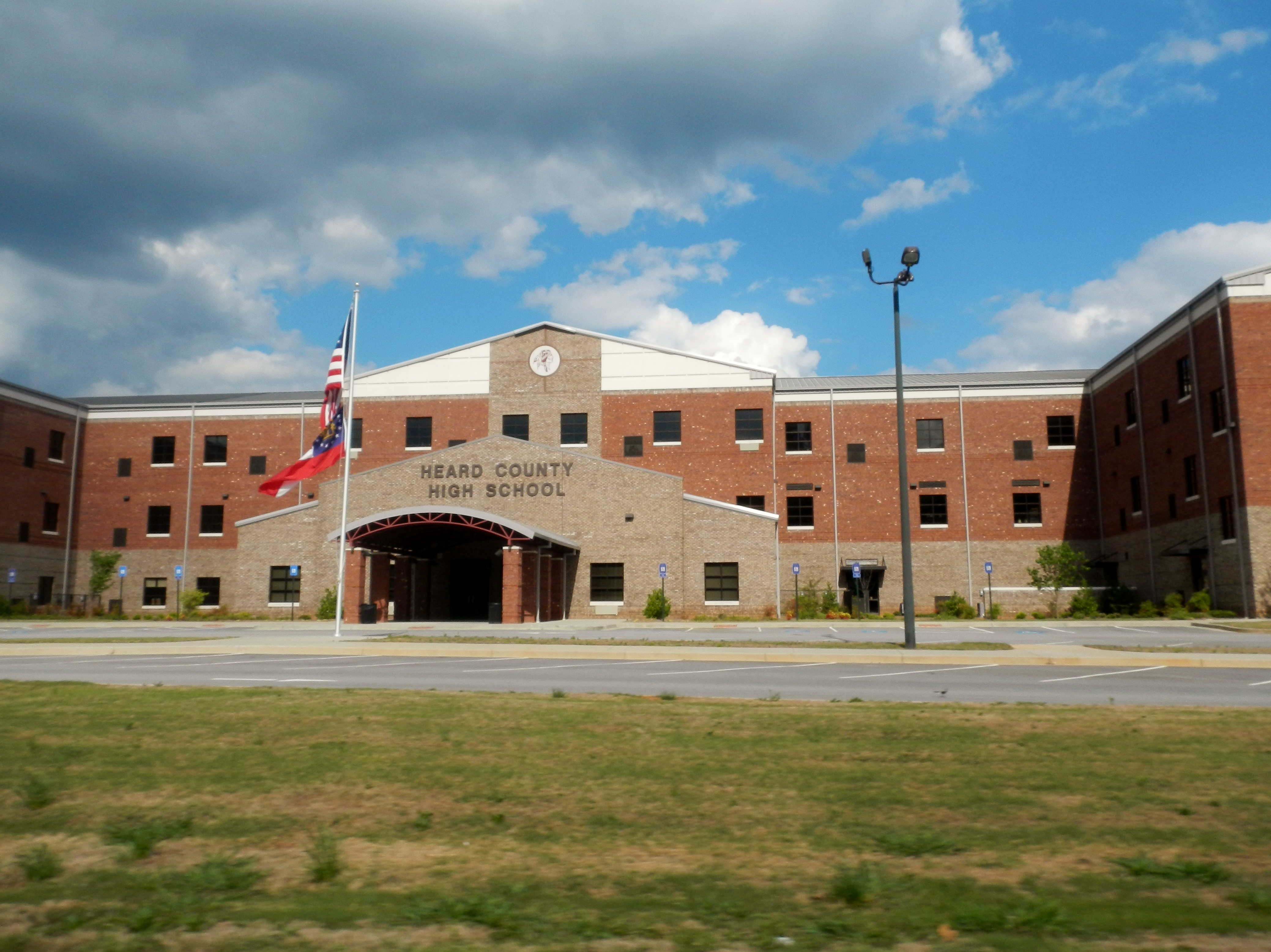
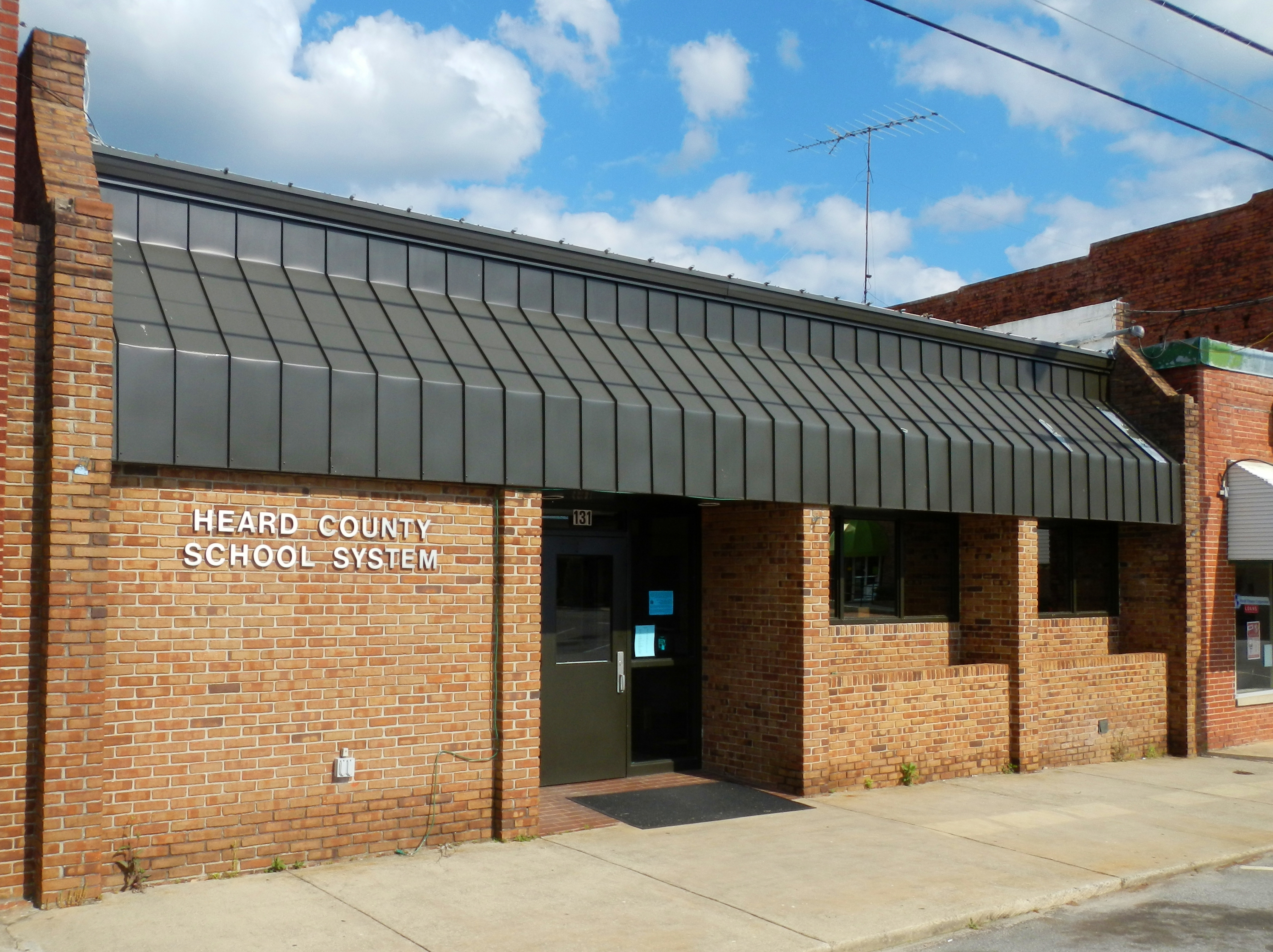
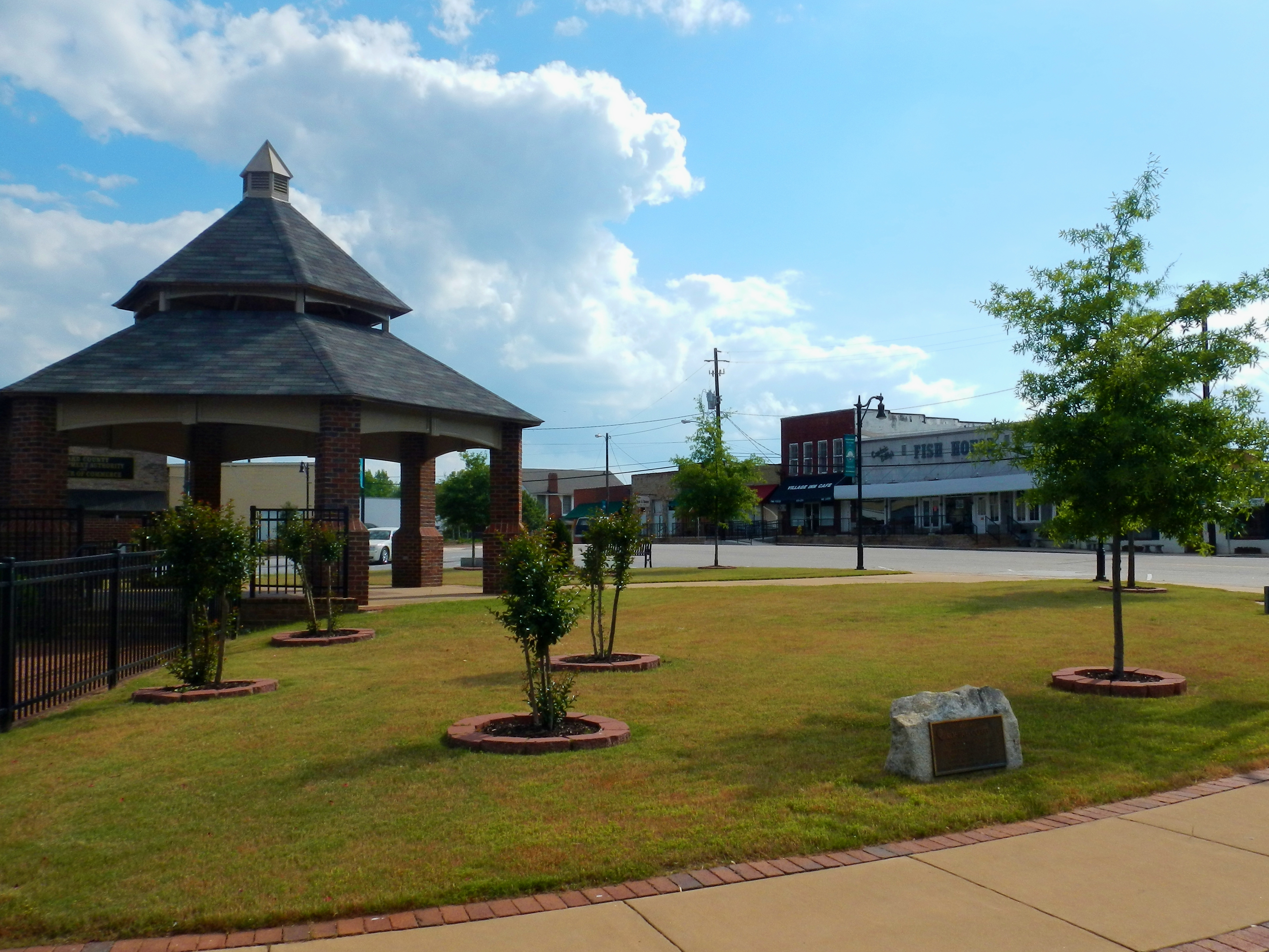
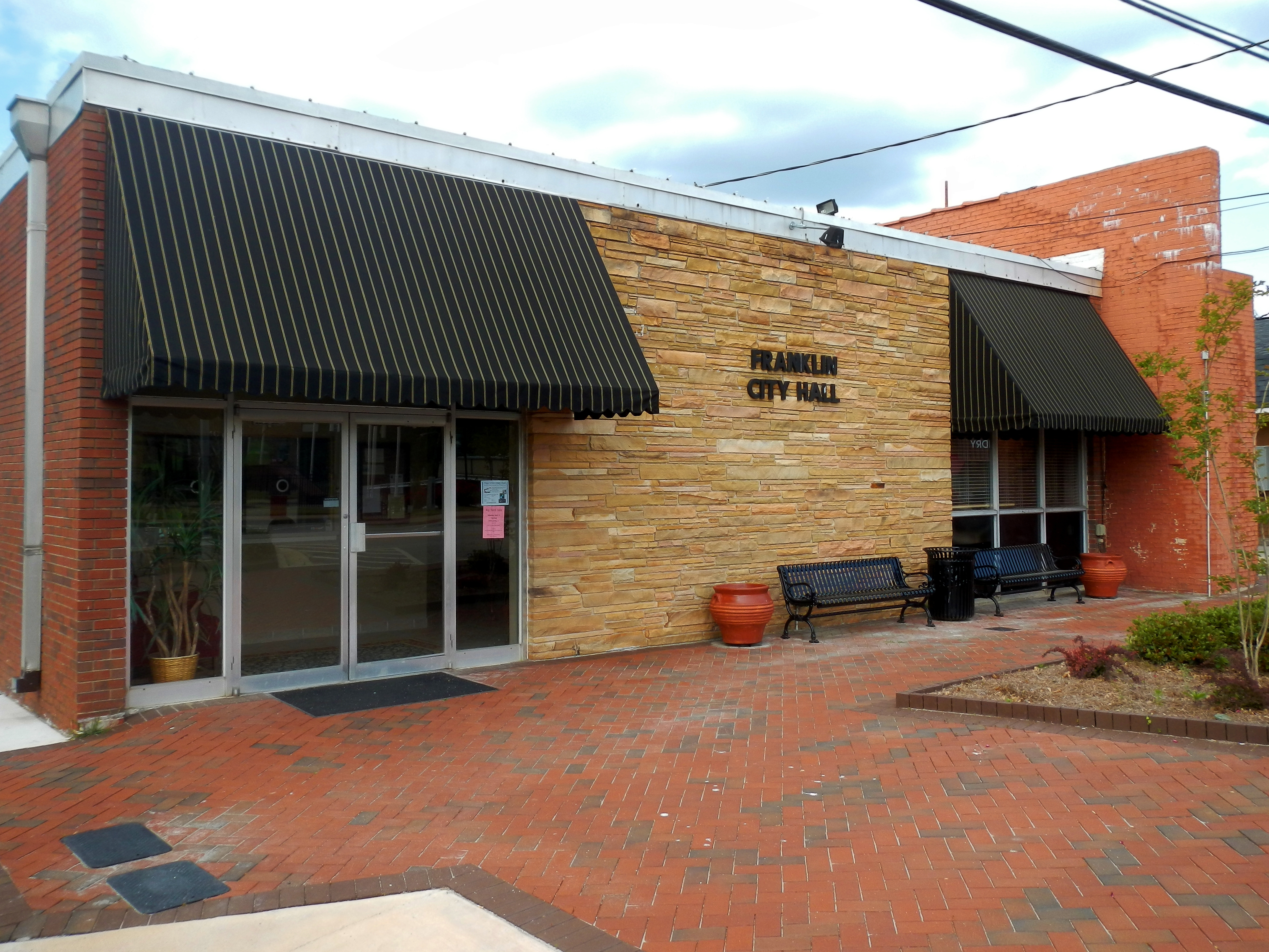

## أعلام
- ويليام أندرسون هاندلي

## وصلات خارجية
- http://www.FranklinGeorgia.com
- Cities & Counties - Georgia.gov